# 공식기록원

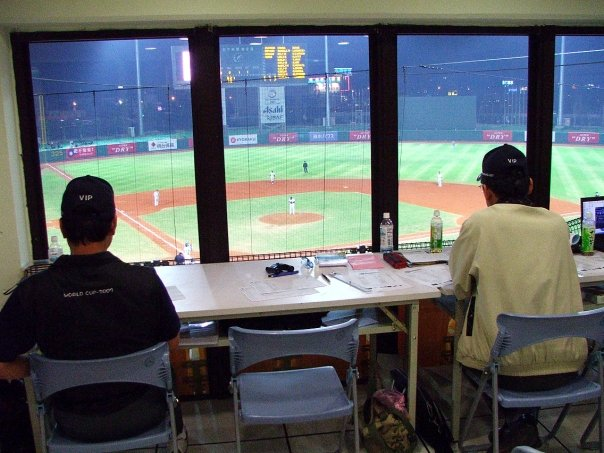
경기를 지켜보고 있는 공식기록원. (타이중 저우지 야구장)

야구 경기에서, 공식기록원(公式記錄員, Official Scorer)는 경기 내용을 기록하고, 경기 후에는 그 기록을 리그에 보고하는 사람으로, 리그에서 지명한다. 또한 매 타석의 결과와 주자의 진루 상황도 기록하며, 경기의 진행 상황이나 결과에 영향을 끼치지 않는 범위에서 판정을 내야 하는 책임도 지고 있다. 기록원이 내는 판정은 주로 실책, 비자책점, 야수 선택, 특정한 상황에서 안타의 가치, 폭투 등이 있다. 이렇게 매 경기의 기록이 모아져서 모든 선수와 팀의 기록이 된다. 박스 스코어는 공식기록원이 기록한 경기 기록의 요약본이라고 할 수 있다.
메이저 리그(MLB) 초기에 경기 기록은 주로 신문 기자들의 일이었다. 그런데 이후 야구 기록의 중요성이 높아지면서, 각 팀들은 기자들이 홈 구장에서 자기 팀 선수들을 유리하게 기록하도록 압력을 넣곤 했고, 이는 많은 논란을 야기했다. 이후 몇몇 노히트 노런이나 1941년 조 디마지오의 56경기 연속 안타 등의 경우가 발생하면서 야구에서 기록이 얼마나 중요한지 인식하게 되었다. 이후 이해 관계의 충돌을 우려한 많은 유력 신문사들은 소속 기자들이 야구 경기를 기록하는 것을 금지했고, 1980년에 메이저 리그가 독립적인 공식기록원을 고용하기 시작했다.
공식기록원이 기록을 시작하면서부터, 공식기록원이 한번 결정해버린 기록을 개선할 수 있는 방향으로 나아가기 위해 여러 방법이 제안되었다. 2001년에 메이저 리그는 이미 결정된 기록을 재검토하기 위한 기록 위원회를 만들었고, 2008년에는 이 위원회에 기록을 뒤집을 수 있는 권한을 주었다. 실제로 이 위원회를 거쳐 2009년 시즌 기록이 세 번 바뀌는 일이 있었다. 2006년, 한 연구에서 편향적인 기록이 역사적으로 존재해왔다는 것을 확인했고, 1979년 이후부터는 크게 감소했음을 밝혔다.